# Marián Bíreš
Marián Bíreš (* 27. července 1964 Banská Bystrica) je bývalý slovenský lyžař, sjezdař. Jeho mladší bratr Adrián reprezentoval Československo na předchozích XV. ZOH v Calgary 1988.

## Lyžařská kariéra
Na XVI. ZOH v Albertville 1992 reprezentoval Československo v alpském lyžování. Ve sjezdu skončil na 34. místě, v obřím slalomu skončil na 43. místě a v super-G na 37. místě. Slalom a kombinaci nedokončil.